# Cotati
Cotati és una població dels Estats Units a l'estat de Califòrnia. Segons el cens del 2000 tenia 6.471 habitants.

## Demografia
Segons el cens del 2000, Cotati tenia 6.471 habitants, 2.532 habitatges, i 1.607 famílies. La densitat de població era de 1.329 habitants per km².
Dels 2.532 habitatges en un 35,3% hi vivien nens de menys de 18 anys, en un 44,8% hi vivien parelles casades, en un 13,1% dones solteres, i en un 36,5% no eren unitats familiars. En el 23,9% dels habitatges hi vivien persones soles el 5,4% de les quals corresponia a persones de 65 anys o més que vivien soles. El nombre mitjà de persones vivint en cada habitatge era de 2,55 i el nombre mitjà de persones que vivien en cada família era de 3,05.
Per edats la població es repartia de la següent manera: un 25,7% tenia menys de 18 anys, un 10% entre 18 i 24, un 35,6% entre 25 i 44, un 21,7% de 45 a 60 i un 7,1% 65 anys o més.
L'edat mediana era de 34 anys. Per cada 100 dones de 18 o més anys hi havia 90,3 homes.
La renda mediana per habitatge era de 52.808 $ i la renda mediana per família de 62.419 $. Els homes tenien una renda mediana de 44.771 $ mentre que les dones 35.779 $. La renda per capita de la població era de 24.206 $. Entorn del 5,3% de les famílies i el 8,3% de la població estaven per davall del llindar de pobresa.

## Poblacions més properes
El següent diagrama mostra les poblacions més properes.